# 海南区
海南区是内蒙古自治区乌海市下辖的一个市辖区。位于乌海南部，黄河东岸，面积1005平方公里。

## 行政区划
海南区下辖2个街道办事处、3个镇：
拉僧仲街道、西卓子山街道、公乌素镇、拉僧庙镇和巴音陶亥镇。

## 人口
根据第七次人口普查数据，截至2020年11月1日零时，海南区常住人口为94770人。
2008年，总人口为104,596人。

## 交通
- 110国道过境。
- 244国道0公里起点。